# Pseudodebis arpi
Pseudodebis arpi är en fjärilsart som beskrevs av Forster 1964. Pseudodebis arpi ingår i släktet Pseudodebis och familjen praktfjärilar. Inga underarter finns listade i Catalogue of Life.